# Eois nympha
Eois nympha là một loài bướm đêm trong họ Geometridae.